# اناخاندا
اناخاندا (به لاتین: Anakhanda) یک سکونتگاه مسکونی در بنگلادش است که در استان داکا واقع شده‌است.

## خصوصیات
اناخاندا ۳ کیلومترمربع مساحت و ۱٬۵۴۵ نفر جمعیت دارد.